# Mignon du Preez
Mignon du Preez (nacida el 13 de junio de 1989) es una jugadora de críquet sudafricana. Fue la capitana del equipo femenino en las 3 modalidades de cricket, ODI, Test Cricket y Twenty20 de 2007 a 2018. Ella es la anotadora más alta para las mujeres de Sudáfrica en Twenty20 y también la más alta en One Day International. Preez ha sido un jugador de críquet internacional durante más de una década, jugando 249 partidos para Sudáfrica y anotando más de 5,000 carreras. Actualmente juega en la liga de cricket The Hundred.

## Carrera internacional
En enero de 2007, Preez hizo su debut en One Day International para Sudáfrica contra Pakistán. En agosto de 2007, hizo su debut en Twenty20 contra Newzeland. En noviembre de 2014, Preeez hizo su debut en Test Cricket contra India. En octubre de 2018, fue nombrada para el equipo sudafricano para el torneo mundial femenino Twenty20 de la ICC 2018 en las Indias Occidentales. En enero de 2020, fue nombrada en el equipo de Sudáfrica para la Copa Mundial T20 Femenina ICC 2020 en Australia.